# Seiler (piano)
Pour les articles homonymes, voir Seiler.
Seiler est un fabricant allemand de pianos, fondé en 1849.

## Historique
Le nom Seiler vient du fondateur Eduard Seiler (1814-1875), qui fonde la fabrique de pianos en 1849 à Liegnitz, Niederschlesien (de nos jours Legnica en Pologne).